# الحرجلة
الحرجلة قرية سوريّة تتبع إداريّاً لمحافظة ريف دمشق منطقة مركز ريف دمشق ناحية الكسوة، بلغ تعداد سكانها 3,550 نسمة حسب التعداد السكاني لعام 2004.